# Bitka na Neretvi
Bitka na Neretvi je ena od znanih bitk 2. svetovne vojne na tleh bivše Jugoslavije. Partizani so pred Nemci in četniki rešili veliko število ranjencev, zato se ta bitka imenuje tudi bitka za ranjence. Enote partizanske vojske so skušale ranjence rešiti s taktično prevaro. Tito je dal porušiti vse mostove čez Neretvo, nato pa so partizani 3. marca 1943 prebili obroč s prehodom Neretve preko zasilnega mosta, zgrajenega poleg porušenega. 
Po tem dogodku je posnet tudi film Bitka na Neretvi.